# Insegnamento capovolto
In ambito educativo, con classe capovolta (o insegnamento capovolto o didattica capovolta) ci si riferisce a un approccio metodologico che ribalta il tradizionale ciclo di apprendimento fatto di lezione frontale, studio individuale a casa e verifiche in classe. A livello internazionale, tale approccio è identificato dall'espressione inglese flipped classroom.
L'obiettivo della flipped classroom è quello di invertire il tradizionale modello di insegnamento, in cui gli insegnanti spiegano i concetti in classe e gli studenti fanno gli esercizi a casa. 
Invece, gli studenti studiano i video delle lezioni a casa, avendo la possibilità di apprendere i contenuti in anticipo. Questo permette agli studenti di avvicinarsi ai concetti in modo autonomo e pone l'attenzione sulla comprensione dei concetti, liberando il tempo in classe per attività più pratiche e interattive.
Durante le lezioni in classe, gli studenti lavorano in piccoli gruppi cooperativi (Cooperative Learning) per svolgere le attività proposte dai docenti. Queste attività sono di tipo creativo o autentico, sfidanti e autovalutabili, sviluppando Creatività e Pensiero Divergente. Gli insegnanti forniscono le risorse necessarie per completare le attività e guidano gli studenti nel processo di apprendimento. Ciò crea un ambiente collaborativo in cui gli alunni possono condividere idee, discutere e lavorare insieme per raggiungere un obiettivo comune.
Un aspetto fondamentale della flipped classroom è il rapporto empatico tra insegnanti e studenti. Gli insegnanti valutano continuamente gli studenti durante le attività di gruppo (feedback costruttivo) offrendo supporto e incoraggiando la partecipazione di tutti. Questo approccio evita l'isolamento degli alunni demotivati, promuovendo un clima positivo e inclusivo in classe.
La flipped classroom si basa sul principio del costruttivismo, una teoria pedagogica che sostiene che gli studenti costruiscono la conoscenza attraverso l'interazione con il mondo esterno e attraverso esperienze personali. Questo metodo di insegnamento mette gli studenti al centro del processo di apprendimento, incoraggiando la loro partecipazione attiva e permettendo loro di sviluppare competenze di problem solving, collaborazione e pensiero critico.

## Principi
L'insegnamento capovolto è una metodologia didattica che si propone di rendere il tempo-scuola più produttivo e funzionale rispetto alle esigenze della società nella Information Age, radicalmente mutata in pochi anni. I fautori di questo metodo ritengono che la rapida mutazione indotta dalla diffusione del web abbia prodotto un distacco sempre più marcato di gran parte del mondo scolastico dalle esigenze della società, dalle richieste del mondo delle imprese e dalle abilità e desideri degli studenti e delle loro famiglie. Si è osservato anche che gli interessi degli studenti nascono e si sviluppano sempre più all'esterno dalle mura scolastiche. La rivoluzione internet ha permesso la diffusione massiva non solo del sapere scritto ma anche dei contenuti multimediali, rendendo possibile fruire da casa le lezioni/spiegazioni dei docenti. Dato che il sapere non è confinato tra le mura delle istituzioni scolastiche, i sostenitori di questa metodologia ritengono che sarebbe improduttivo trasmettere a scuola quello che è già disponibile a casa.
L'insegnamento capovolto propone quindi l'inversione dei due momenti classici, lezione e studio individuale:
- la lezione viene spostata a casa, sostituita dallo studio individuale dei materiali suggeriti dall'insegnante (preferibilmente videolezioni);[2]
- lo studio individuale viene spostato a scuola, sostituito da un'attività preferibilmente collaborativa, dove l'insegnante può esercitare il suo ruolo di tutor al fianco degli studenti.[3]

## Metodologia
L'insegnamento capovolto fa leva sul fatto che le competenze cognitive di base dello studente (ascoltare, memorizzare) possono essere attivate prevalentemente a casa, in autonomia, apprendendo attraverso video e podcast, o leggendo i testi proposti dagli insegnanti o condivisi da altri docenti. 
In classe, invece, possono essere attivate le competenze cognitive alte (comprendere, applicare, valutare, creare) poiché l'allievo non è solo e, insieme ai compagni e all'insegnante al suo fianco, cerca, quindi, di applicare quanto appreso per risolvere problemi pratici proposti dal docente. Il ruolo dell'insegnante ne risulta trasformato: il suo compito diventa quello di guidare l'allievo nell'elaborazione attiva e nello sviluppo di compiti complessi. 
Dato che la fruizione delle nozioni si sposta a casa, il tempo trascorso in classe col docente può essere impiegato per altre attività fondate sull'apprendimento attivo, in un'ottica di pedagogia differenziata e apprendimento a progetto. 
Il nuovo ciclo di apprendimento si può schematizzare così:
- Il primo passo consiste nel cercare di attivare negli studenti l'interesse, la curiosità, il desiderio di conoscenza di uno specifico argomento. Questo passaggio è fondamentale perché non c'è apprendimento significativo senza coinvolgimento cognitivo ed emotivo degli allievi. Per l'insegnante si tratta perciò di problematizzare un tema, di trasporre i contenuti disciplinari da una forma espositiva, dimostrativa e risolutiva, a una dubitativa, ipotetica, il più possibile ancorata alla realtà, e lasciare agli studenti il compito di ideare e proporre una soluzione. Questa fase può svolgersi con modalità diverse e impegnare gli alunni fuori della scuola e prima della lezione, ma è anche possibile svolgerla in classe.[5]
- Si passa quindi alla fase nella quale gli studenti sono chiamati a mettere in atto, sia pur con forme e modalità adeguate alle loro capacità e al contesto, le strategie cognitive e le procedure di indagine proprie della disciplina oggetto dell'attività di apprendimento. Si tratta di sollecitare negli studenti quei processi di pensiero che sono alla base della costruzione delle conoscenze, esercitando il loro spirito critico, imparando a fare domande appropriate, a formulare ipotesi attendibili, a escogitare metodi per verificare le loro supposizioni. Questo si può attuare predisponendo un setting didattico che favorisca la ricerca di informazioni, la riflessione profonda, il confronto fra pari, la sperimentazione sul campo. Generalmente questa fase prevede la produzione di materiali e documenti da parte degli alunni, individualmente o in gruppo, che saranno poi utili nella terza fase. In questa fase il docente assume il ruolo del tutor, del méntore che assiste ogni alunno in base alle sue specifiche esigenze, una competenza importante di ogni buon insegnante che qui diviene centrale. Questa è la fase più interessante del metodo: un compito autentico (chiamato anche "di realtà") oppure un compito creativo predisposto dall'insegnante in modo tale da consentire la divisione del lavoro in una logica di squadra.[6]
- Il ciclo si completa con una fase di rielaborazione e valutazione. Si tratta di un processo collettivo di riflessione e confronto su quanto appreso, condotto dal docente-méntore attraverso il coinvolgimento di tutta la classe. L'obiettivo è quello di chiarire, rendere espliciti e consolidare gli apprendimenti, partendo dall'analisi dei lavori che gli studenti hanno realizzato nella seconda fase. Qui l'insegnante-méntore svolge la funzione di stimolo e di moderatore del confronto, di facilitatore dei processi di astrazione e formalizzazione di quanto appreso. È in questa fase che prendono corpo in modo più articolato attività di valutazione, anche se esse, in realtà, permeano tutte le fasi come prassi formativa continua attraverso l'osservazione e l'annotazione dell'operosità degli studenti in contesto, nonché la valutazione, individuale e di gruppo, dei loro prodotti, con pratiche di co- e auto-valutazione da parte degli alunni.[7]

## Storia
Ufficialmente, i primi esperimenti sono stati condotti negli anni novanta da Eric Mazur, professore di fisica presso l'Università di Harvard.
Le Università sono pioniere nell'uso di videolezioni. Sono disponibili online interi corsi universitari su piattaforme come Coursera o come il sito del MIT.
Nell'ambito della scuola secondaria di secondo grado la Khan Academy, che fornisce agli studenti la possibilità di seguire dei videotutorial da casa su YouTube, è stata spesso associata alla Flipped Classroom ma oggi le piattaforme che pubblicano videolezioni sono innumerevoli e, al contrario della Khan Academy, consentono agli insegnanti anche di pubblicare risorse didattiche autoprodotte e di personalizzare il percorso di fruizione per le proprie classi.
I fondatori della didattica capovolta generalmente riconosciuti sono Jonathan Bergmann e Aaron Sams. Insegnanti di chimica in una scuola del Colorado, alle prese con una realtà rurale e un alto tasso di assenteismo, hanno trovato una soluzione fornendo a casa, agli studenti assenti, le loro lezioni che venivano apprezzate anche dagli studenti presenti. Ben presto si sono resi conto che i loro videotutorial potevano egregiamente sostituire la lezione frontale ed hanno compreso che il tempo d'aula poteva essere liberato dalla lezione frontale a favore di una lezione più laboratoriale e partecipata.
La didattica capovolta si diffonde nel mondo a partire dal 2012 contemporaneamente all’uscita negli U.S.A. del primo manuale in lingua inglese. 
Negli anni seguenti, in Italia, migliaia di insegnanti che praticano la didattica capovolta hanno creato un'associazione riconosciuta dal MIUR per la promozione dell'insegnamento capovolto Flipnet

## Critiche
Una recente meta analisi condotta su 173 articoli ha evidenziato come gli attuali livelli di entusiasmo per l’insegnamento capovolto non siano commisurati e anzi superino di gran lunga la vasta variabilità delle prove scientifiche a suo favore. Il potenziale aumento delle prestazioni derivante dall’insegnamento capovolto varia notevolmente da classe a classe, e i potenziali benefici possono essere influenzati dalla modalità di svolgimento dell'aula e dal livello di intensità del corso. Inoltre, la quantità delle ricerche attualmente disponibile non è sufficiente per creare linee guida pratiche rigorose utilizzabili da tutti gli insegnanti.